# Agustín Parrado García
Pour les articles homonymes, voir Agustín García (homonymie), Parrado et García.
Augustin Parrado y Garcia, né le 5 octobre 1872 à Fuensaldaña en Castille-et-León, Espagne et mort le 8 octobre 1946 à Grenade, est un cardinal espagnol de l'Église catholique du XXe siècle, nommé par le pape Pie XII.

## Biographie
Augustin Parrado y Garcia est professeur et vice-recteur au séminaire de Valladolid, professeur à l'université de Valladolid et doyen de la faculté de théologie à l'université pontificale de Salamanque. En 1925 il est élu évêque de Palencia et promu archevêque de Grenade en 1934.
Le pape Pie XII le crée cardinal  lors du consistoire du 18 février 1946.